# As You Like It
As You Like It er en amerikansk stumfilm fra 1912.

## Medvirkende
- Maurice Costello som Orlando
- Rose Coghlan som Rosalind
- Rosemary Theby som Celia
- Rose Tapley som Phoebe
- Kate Price som Audrey